# Congeneri
In chimica, si definiscono congeneri due molecole dello stesso genere ma non isomeri. Ad esempio, i policlorobifenili (PCB) sono una classe di composti che comprendono 209 congeneri suddivisi in 9+1 classi isomeriche, dal monocloro al decacloro. Il congenere PCB 1 ha l'atomo di cloro sostituito in posizione orto il PCB2 in posizione meta e il PCB 3 in posizione para: sono 3 congeneri che appartengono alla stessa classe isomerica del monocloro. Il PCB 209 ha tutti gli atomi di idrogeno sostituiti da atomi di Cl.